# Eric Drache
Eric Drache (New York, 1943) è un giocatore di poker statunitense, membro del Poker Hall of Fame dal 2012.
Esperto giocatore di seven card stud, non ha mai vinto un braccialetto WSOP. Tuttavia è entrato nella storia del poker grazie all'invenzione dei "torneo satellite", vale a dire quella modalità di torneo che - se vinto - garantisce l'accesso al torneo principale vero e proprio.
Drache è inoltre l'ideatore, con Jack Binion, del Poker Hall of Fame, di cui egli stesso è stato nominato membro nel 2012.